# Diamond Lake (Diamond Creek)
Der Diamond Lake ist ein See in der Region Otago auf der Südinsel von Neuseeland.

## Geographie
Der See befindet sich zwischen dem bis zu 1375 m hohen Gebirgszug des Mount Alfred/Ari im Westen und den bis zu 1216 m hohen Bergen im Osten sowie rund 11 km nördlich des Lake Wakatipu. Der annähernd einer Dreiecksform gleichenden See besitzt eine Flächenausdehnung von rund 1,67 km² und verfügt über eine Länge von rund 2,4 km in Nordnordwest-Südsüdost-Richtung. An seiner breitesten Stelle misst der See rund 1,4 km in Südwest-Nordost-Richtung. Der Umfang des Sees bemisst sich auf rund 6,4 km.
Gespeist wird der Diamond Lake neben einigen Gebirgsbächen vom von Osten kommenden Earnslaw Burn und vom kleineren von Norden zufließenden River Jordan. Seinen Abfluss finden der See im Süden durch den Diamond Creek, der, nachdem er den Lake Reid gespeist hat, weiter südlich in den Rees River mündet und dieser sein Ende im Lake Wakatipu findet.